# Kapil Sharma
Kapil Sharma (en panyabí oriental: ਕਪਿਲ ਸ਼ਰਮਾ) (Amritsar, Punyab, India; 2 de abril de 1981) es un actor, comediante, cantante y presentador de televisión indio, y es una de las personalidades hindúes incluidas en la Lista Forbes de India en 2015 (como la vigesimoquinta celebridad más influyente en su país).
Fue galardonado en 2013 como Hindú del Año por la CNN-IBN en la categoría de Entretenimiento, y en 2015 alcanzó el tercer puesto como la personalidad más admirada por The Economic Times. También fue nominado en la campaña electoral del primer ministro Narendra Modi de 2015 e invitado por el presidente Pranab Mukherjee a visitar la residencia presidencial.

## Trayectoria artística y profesional
Sharma se dio a conocer a partir de 2007 en el programa The Great Indian Laughter Challenge con el que ganó 10 rupias. Anteriormente estuvo en Hasde Hasande de la cadena MH One.
Presentó durante seis temporadas Comedy Circus de Sony Television y la sexta temporada del reality show de baile: Chhote Miyan. También participó en 2008 como concursante en Ustaadon Ka Ustaad y en 2013 presentó su propio programa: Comedy Nights with Kapil.
En 2015 presentó junto a Karan Johar la 60 edición del Filmfare Awards. También presentó en 2014 la cuarta temporada de la Liga de Críquet de Celebridades.
En 2015 hizo su debut dentro del mundo de Bollywood en la producción Kis Kisko Pyaar Karoon donde compartió cartel con Elli Avram, Manjari Phadnis, Simran Kaur Mundi y Sai Lokur.
Para 2016 firmó contrato para conducir su programa de humor y entrevistas The Kapil Sharma Show.

## Obra social
Sharma es conocido por su activismo en pro de la defensa y los derechos de los animales. Junto al equipo de Comedy Nights apareció en una campaña de PETA para promover la adopción de perros y gatos callejeros.
En 2014 adoptó a Zanjeer, un perro abandonado y anteriormente perro policía. También ha hecho campaña para salvar los elefantes del país.